# Associazione Calcio Monopoli 1982-1983
Questa pagina raccoglie le informazioni riguardanti l'Associazione Calcio Monopoli nelle competizioni ufficiali della stagione 1982-1983.

## Rosa
| N. |                   | Ruolo | Calciatore         |
| -- | ----------------- | ----- | ------------------ |
|    | Italia (bandiera) | C     | Pietro Armenise    |
|    | Italia (bandiera) | C     | Davide Balestrieri |
|    | Italia (bandiera) | D     | Adamo Bruni        |
|    | Italia (bandiera) | C     | Marco Campioni     |
|    | Italia (bandiera) | D     | Gaetano Cipolla    |
|    | Italia (bandiera) | P     | Angelo Conticelli  |
|    | Italia (bandiera) | D     | Michele De Marco   |
|    | Italia (bandiera) | D     | Vincenzo Esposito  |
|    | Italia (bandiera) | C     | Giuseppe Giusto    |
|    | Italia (bandiera) | A     | Gabriele Lanci     |
|    | Italia (bandiera) | C     | Leonardo Lenoci    |

| N. |                   | Ruolo | Calciatore          |
| -- | ----------------- | ----- | ------------------- |
|    | Italia (bandiera) | A     | Gennaro Lomelo      |
|    | Italia (bandiera) | C     | Franco Mascitti     |
|    | Italia (bandiera) | D     | Pietro Matà         |
|    | Italia (bandiera) | A     | Domenico Netti      |
|    | Italia (bandiera) | C     | Michele Orsi        |
|    | Italia (bandiera) | D     | Valeriano Prestanti |
|    | Italia (bandiera) | D     | Nazareno Spaziani   |
|    | Italia (bandiera) | P     | Vito Stenta         |
|    | Italia (bandiera) | A     | Vito Totaro         |
|    | Italia (bandiera) | C     | Luciano Volarig     |

## Risultati

### Campionato

#### Girone di andata
| 19 settembre 1982 1ª giornata | Avezzano | 2 – 3 | Monopoli |  |

| 26 settembre 1982 2ª giornata | Monopoli | 1 – 0 | Giulianova |  |

| 3 ottobre 1982 3ª giornata | Martina | 1 – 1 | Monopoli |  |

| 10 ottobre 1982 4ª giornata | Monopoli | 2 – 1 | Jesi |  |

| 17 ottobre 1982 5ª giornata | Civitanovese | 1 – 0 | Monopoli |  |

| 24 ottobre 1982 6ª giornata | Monopoli | 3 – 0 | Vigor Senigallia |  |

| 31 ottobre 1982 7ª giornata | Francavilla | 1 – 0 | Monopoli |  |

| 7 novembre 1982 8ª giornata | Monopoli | 1 – 0 | Gioventù Brindisi |  |

| 14 novembre 1982 9ª giornata | Matera | 0 – 1 | Monopoli |  |

| 21 novembre 1982 10ª giornata | Monopoli | 1 – 2 | Maceratese |  |

| 28 novembre 1982 11ª giornata | Brindisi | 1 – 0 | Monopoli |  |

| 5 dicembre 1982 12ª giornata | Monopoli | 1 – 0 | Osimana |  |

| 12 dicembre 1982 13ª giornata | Lanciano | 0 – 3 | Monopoli |  |

| 19 dicembre 1982 14ª giornata | Monopoli | 1 – 0 | Cattolica |  |

| 9 gennaio 1983 15ª giornata | Monopoli | 1 – 0 | Teramo |  |

| 16 gennaio 1983 16ª giornata | Elpidiense | 2 – 0 | Monopoli |  |

| 23 gennaio 1983 17ª giornata | Monopoli | 2 – 0 | Ravenna |  |

#### Girone di ritorno
| 30 gennaio 1983 18ª giornata | Monopoli | 3 – 1 | Avezzano |  |

| 6 febbraio 1983 19ª giornata | Giulianova | 1 – 0 | Monopoli |  |

| 13 febbraio 1983 20ª giornata | Monopoli | 1 – 0 | Martina |  |

| 20 febbraio 1983 21ª giornata | Jesi | 1 – 0 | Monopoli |  |

| 27 febbraio 1983 22ª giornata | Monopoli | 1 – 0 | Civitanovese |  |

| 6 marzo 1983 23ª giornata | Vigor Senigallia | 1 – 1 | Monopoli |  |

| 13 marzo 1983 24ª giornata | Monopoli | 2 – 2 | Francavilla |  |

| 20 marzo 1983 25ª giornata | Gioventù Brindisi | 0 – 0 | Monopoli |  |

| 2 aprile 1983 26ª giornata | Monopoli | 1 – 1 | Matera |  |

| 10 aprile 1983 27ª giornata | Maceratese | 1 – 0 | Monopoli |  |

| 17 aprile 1983 28ª giornata | Monopoli | 0 – 0 | Brindisi |  |

| 1º maggio 1983 29ª giornata | Osimana | 0 – 0 | Monopoli |  |

| 8 maggio 1983 30ª giornata | Monopoli | 1 – 1 | Lanciano |  |

| 15 maggio 1983 31ª giornata | Cattolica | 1 – 1 | Monopoli |  |

| 22 maggio 1983 32ª giornata | Teramo | 3 – 3 | Monopoli |  |

| 29 maggio 1983 33ª giornata | Monopoli | 2 – 0 | Elpidiense |  |

| 5 giugno 1983 34ª giornata | Ravenna | 3 – 2 | Monopoli |  |